# Challenger de Košice 2014
El Košice Open 2014 fue un torneo de tenis profesional jugado en canchas de tierra batida. Se disputó la 12.ª edición del torneo que formó parte del circuito ATP Challenger Tour 2014. Se llevó a cabo en Košice, Eslovaquia entre el 9 y el 15 de junio de 2014.

## Jugadores participantes del cuadro de individuales
| Favorito | País                            | Jugador               | Rank1 | Posición en el torneo |
| -------- | ------------------------------- | --------------------- | ----- | --------------------- |
| 1        | Bandera de Austria              | Andreas Haider-Maurer | 104   | Segunda ronda         |
| 2        | Bandera de Argentina            | Facundo Argüello      | 114   | Cuartos de final      |
| 3        | Bandera de Rumania              | Adrian Ungur          | 128   | Segunda ronda         |
| 4        | Bandera de Bosnia y Herzegovina | Damir Džumhur         | 129   | Primera ronda         |
| 5        | Bandera de Austria              | Gerald Melzer         | 140   | Segunda ronda         |
| 6        | Bandera de Eslovaquia           | Andrej Martin         | 158   | Segunda ronda         |
| 7        | Bandera de Eslovaquia           | Norbert Gomboš        | 166   | FINAL                 |
| 8        | Bandera de Estados Unidos       | Wayne Odesnik         | 169   | Primera ronda         |

| Posición en el torneo   |
| ----------------------- |
| Primera y segunda ronda |
| Cuartos de final        |
| Semifinales             |
| FINAL                   |
| CAMPEÓN                 |

- 1 Se ha tomado en cuenta el ranking del 26 de mayo de 2014.

### Otros participantes
Los siguientes jugadores recibieron una invitación (wild card), por lo tanto ingresan directamente al cuadro principal (WC):
- Marko Daniš
- Patrik Fabian
- Dominik Šproch
- Robin Staněk

Los siguientes jugadores ingresan al cuadro principal tras disputar el cuadro clasificatorio (Q):
- Frank Dancevic
- Błażej Koniusz
- Michal Pažický
- Andriej Kapaś

## Jugadores participantes en el cuadro de dobles

### Cabezas de serie
| Favorito | País                 | Jugador           | País                     | Jugador        | Rank1 | Posición en el torneo |
| -------- | -------------------- | ----------------- | ------------------------ | -------------- | ----- | --------------------- |
| 1        | Bandera de Polonia   | Mateusz Kowalczyk | Bandera de Nueva Zelanda | Artem Sitak    | 234   | Semifinales           |
| 2        | Bandera de Austria   | Sebastian Bader   | Bandera de Austria       | Gerald Melzer  | 433   | Semifinales           |
| 3        | Bandera de Argentina | Facundo Argüello  | Bandera de Uruguay       | Ariel Behar    | 461   | CAMPEONES             |
| 4        | Bandera de Polonia   | Andriej Kapaś     | Bandera de Polonia       | Błażej Koniusz | 484   | FINAL                 |

- 1 Se ha tomado en cuenta el ranking del 26 de mayo de 2014.

## Campeones

### Individual Masculino
- Frank Dancevic derrotó en la final a  Norbert Gomboš, 6–2, 3–6, 6–2

### Dobles Masculino
- Facundo Argüello /  Ariel Behar derrotaron en la final a  Andriej Kapaś /  Błażej Koniusz, 6–4, 7–64